# Lancisporomyces falcatus
Lancisporomyces falcatus är en svampart som beskrevs av Strongman & M.M. White 2006. Lancisporomyces falcatus ingår i släktet Lancisporomyces och familjen Legeriomycetaceae.   Inga underarter finns listade i Catalogue of Life.